# 365 (singolo)
365 è un singolo del DJ tedesco Zedd e della cantante statunitense Katy Perry, pubblicato il 14 febbraio 2019 dall'etichetta discografica Interscope Records.

## Antefatti
Nell'agosto 2018, Zedd è stato l'artista di apertura del tour di Perry Witness: The Tour in Australia e Nuova Zelanda. Durante il tour, i due hanno lavorato insieme a della nuova musica, anche se Zedd non era sicuro al momento se la collaborazione sarebbe stata pubblicata in qualche progetto musicale. A gennaio 2019, c'erano voci sull'imminente collaborazione, che alla fine è trapelata in rete. Successivamente è stata registrata con l'Universal Music Publishing Group a febbraio e la canzone è poi apparsa su Shazam prima di essere rimossa e riaggiunta nuovamente. Il 13 febbraio seguente, i due artisti hanno iniziato a scambiarsi emoji tra loro tramite Twitter prima che Zedd condividesse il trailer del video musicale.

## Descrizione
Si tratta di un brano pop e di musica house suonato in chiave di Re minore a tempo di 98 battiti al minuto. È stato scritto dai due interpreti in collaborazione con Daniel Davidsen, Cory Sanders, Peter Wallevik, Caroline Ailin e Mich Hansen, in arte Cutfather, e prodotto da quest'ultimo con Zedd e PhD. Il testo parla di un amore molto forte, tanto da diventare una vera ossessione. In particolare, nel ritornello Perry canta di amare così tanto il proprio partner da avere solo occhi per lui e vuole pensarlo tutto il tempo, nient'altro. Riguardo al brano, il DJ ha dichiarato:
Perry conferma la loro sintonia e quella scintilla lavorativa scattata sin dai primi momenti, affermando:

## Accoglienza
Brittany Spanos di Rolling Stone ha apprezzato la traccia, descrivendola come una "canzone d'amore spensierata e ipnotica". Winston Cook-Wilson, nella sua recensione per Spin, ha scritto che 365 è "un pezzo di pop-house leggero che per fortuna non suona come ogni altra canzone di Zedd pubblicata recentemente". Michael Love Michael di Paper ha elogiato il brano, definendolo "un pezzo pop piuttosto solido di Zedd e Perry, che ovviamente è anche quello che ti aiuta a rimanere fino alla fine." Secondo Mike Nied di Idolator, è stato "perfettamente adattato per una pubblicazione di San Valentino" con i suoi "testi sdolcinati". Kat Bein di Billboard considera 365 "un groove accattivante e volubile [...] le sue melodie sono un po' cupe, come la trama del videoclip, che vira da una potenziale storia d'amore tra umani e androidi ad a una tragico disastro tecnologico. È la canzone perfetta da pubblicare a San Valentino, pronta per fare da colonna sonora alla tua sana relazione o oscura ossessione della tua vita."

## Video musicale
Il videoclip del brano, diretto da Warren Fu, è stato reso disponibile tramite il canale Vevo-YouTube della cantante il 14 febbraio 2019 in concomitanza con la sua messa in commercio. Il video parla di un esperimento della durata di un anno (da qui il titolo del brano, 365) condotto a Ginevra e si apre mostrando un ambiente fantascientifico in cui un robot, interpretato da Katy Perry, viene programmato per amare un essere umano, i cui panni sono rivestiti da Zedd. Tuttavia ad esperimento concluso la ragazza rimane delusa dal fatto che l'umano non ha provato nulla per lei e così subisce un guasto, rompendosi in maniera definitiva. Il video si basa sulla domanda quando l'amore diventi ossessione e sulla questione se un androide può provare o meno dei sentimenti umani.

## Tracce
Download digitale
1. 365 – 3:01

Download digitale (EP remix)
1. 365 (Zedd Remix) – 3:56
2. 365 (Jonas Aden Remix) – 2:45
3. 365 (Ellis Remix) – 2:40
4. 365 (KUURO Remix) – 4:06

## Successo commerciale
Nella Official Singles Chart britannica 365 ha debuttato alla 37ª posizione con 12 440 unità distribuite durante la sua prima settimana, divenendo la decima entrata di Zedd e la ventiseiesima di Katy Perry.
In Italia è stato l'81º brano più trasmesso dalle radio nel 2019.

## Classifiche
| Classifica (2019) | Posizione massima |
| ----------------- | ----------------- |
| Australia         | 38                |
| Austria           | 70                |
| Belgio (Fiandre)  | 51                |
| Belgio (Vallonia) | 51                |
| Bulgaria          | 1                 |
| Canada            | 52                |
| Croazia           | 7                 |
| Estonia           | 17                |
| Francia           | 129               |
| Germania          | 72                |
| Grecia            | 11                |
| Irlanda           | 33                |
| Italia            | 68                |
| Lettonia          | 13                |
| Libano            | 7                 |
| Lituania          | 9                 |
| Paesi Bassi       | 73                |
| Polonia           | 38                |
| Portogallo        | 63                |
| Regno Unito       | 37                |
| Repubblica Ceca   | 26                |
| Romania           | 40                |
| Singapore         | 23                |
| Slovacchia        | 28                |
| Slovenia          | 22                |
| Spagna            | 85                |
| Stati Uniti       | 86                |
| Svezia            | 60                |
| Svizzera          | 59                |
| Ungheria          | 21                |

## Date di pubblicazione
| Paese           | Data             | Formato                      | Etichetta          | Note   |
| --------------- | ---------------- | ---------------------------- | ------------------ | ------ |
| Resto del mondo | 14 febbraio 2019 | Download digitale, streaming | Interscope Records | [ 21 ] |
| Stati Uniti     | 19 febbraio 2019 | Contemporary hit radio       | Interscope Records | [ 55 ] |